# Kris Wu
Kris Wu, född 6 november 1990 i  Guangzhou, Guangdong, Kina, är en kinesisk-kanadensisk sångare. Han har bland annat medverkat i pojkbandet EXO.